# 長居球技場
長居球技場是日本大阪府大阪市東住吉區長居公園內的足球，橄欖球，美式足球等球類專用體育場。

## 歷史
1987年4月25日開場。2010年8月，日職聯足球隊大阪櫻花開始使用它。同時日用品製造商大日本除蟲菊獲得了冠名權，被命名為金鳥體育場。2019年到2021年進行了擴大體育場的工程，成為可以容納約25000人。冠名權由與大阪櫻花簽訂綜合的夥伴合同的鋼鐵製造商淀川製鋼所獲得，並命名為淀川製鋼櫻花體育場。